# ホーレス・ウィルソン
ホーレス・ウィルソン（Horace Wilson, 1843年2月10日 - 1927年3月4日）は、アメリカ合衆国の教育者である。19世紀末の日本に滞在して英語を教えた。日本に初めて野球を紹介した人物の一人である。

## 生涯
ウィルソンはメイン州ゴーラムで生まれた。ケントヒル高校に1858年秋に入学し、1862年春に卒業したと考えられている。南北戦争に北軍のメイン州義勇歩兵第12連隊の一員として従軍し、ルイジアナ州で南軍と戦った。
南北戦争終結後、明治維新後の日本の教育制度の近代化を支援するためのお雇い外国人として雇用された。ウィルソンは東京帝国大学の前身である開成学校の英語の教師となった。
1872年もしくは1873年、ウィルソンは、学生たちはもっと運動をするべきだと考え、野球を教えた。その数か月後には外国人教師と日本人学生との7イニングの試合が行われた。
ウィルソンは1877年にアメリカに戻ってサンフランシスコに在住し、1927年に84歳で死去した。
2003年、野球を伝えた功績を称えて「新世紀表彰」として日本の野球殿堂に殿堂入りした。